# Brunnhartshausen

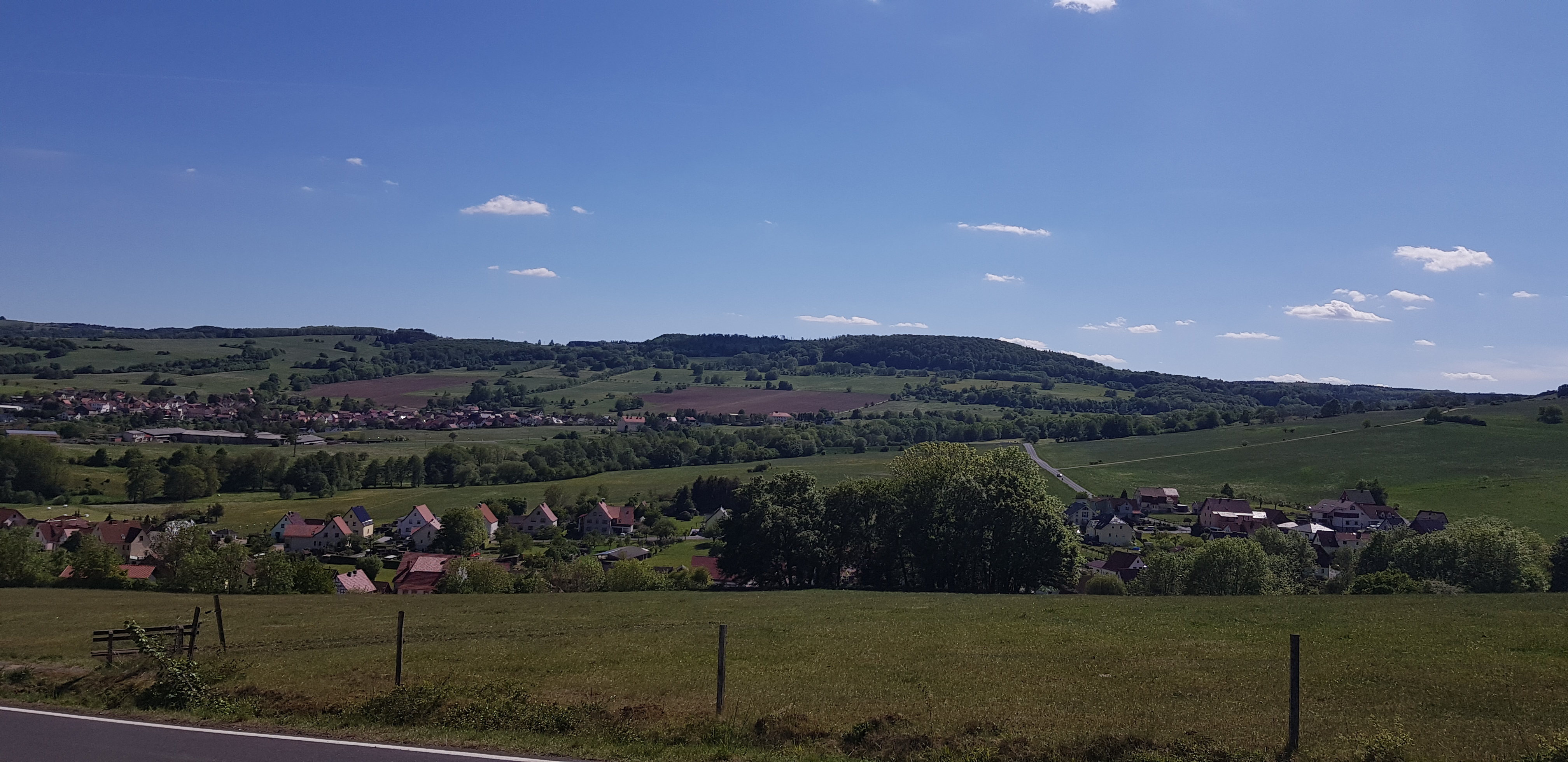
Brunnhartshausen 2020

Brunnhartshausen ist ein Ortsteil der Gemeinde Dermbach im Wartburgkreis in Thüringen, gelegen in der Rhön.

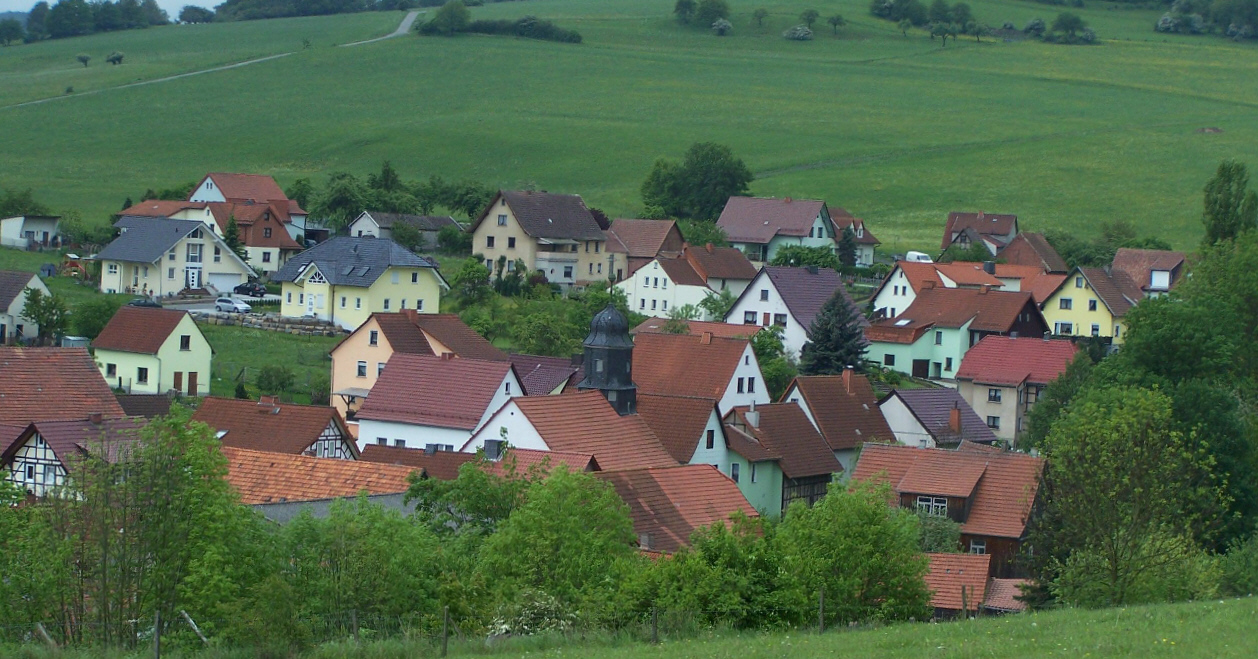
Brunnhartshausen

## Geografie
Brunnhartshausen liegt im Naturraum Auersberger Kuppenrhön südlich des Gläserbergs, südöstlich des Arnsbergs und östlich des Katzensteins. Am nördlichen Ortsrand erhebt sich der Waltersberg.

## Geschichte
Die Ersterwähnung des Ortes Brunnhartshausen erfolgte im Jahr 1145. Brunnhartshausen gehörte über Jahrhunderte zum Amt Fischberg, welches sich zeitweise im Besitz der Herren von Neidhartshausen, der Herren von Frankenstein, der Grafen von Henneberg-Schleusingen, des Klosters Fulda, verschiedener Ernestinischer Herzogtümer und zuletzt ab 1815 des Großherzogtums Sachsen-Weimar-Eisenach befand.
Im Jahr 1955 lebten im Ort 371 Einwohner.
Zum 1. Januar 2019 wurde die Gemeinde Brunnhartshausen in die Gemeinde Dermbach eingemeindet. Zuvor gehörte sie der Verwaltungsgemeinschaft Dermbach an. Zur Gemeinde Brunnhartshausen gehörten die Ortsteile Föhlritz mit 80 Einwohnern und Steinberg mit 47 Einwohnern (Stand 30. Juni 2009), die 1984 bzw. 1960 nach Brunnhartshausen eingemeindet worden waren.

## Politik

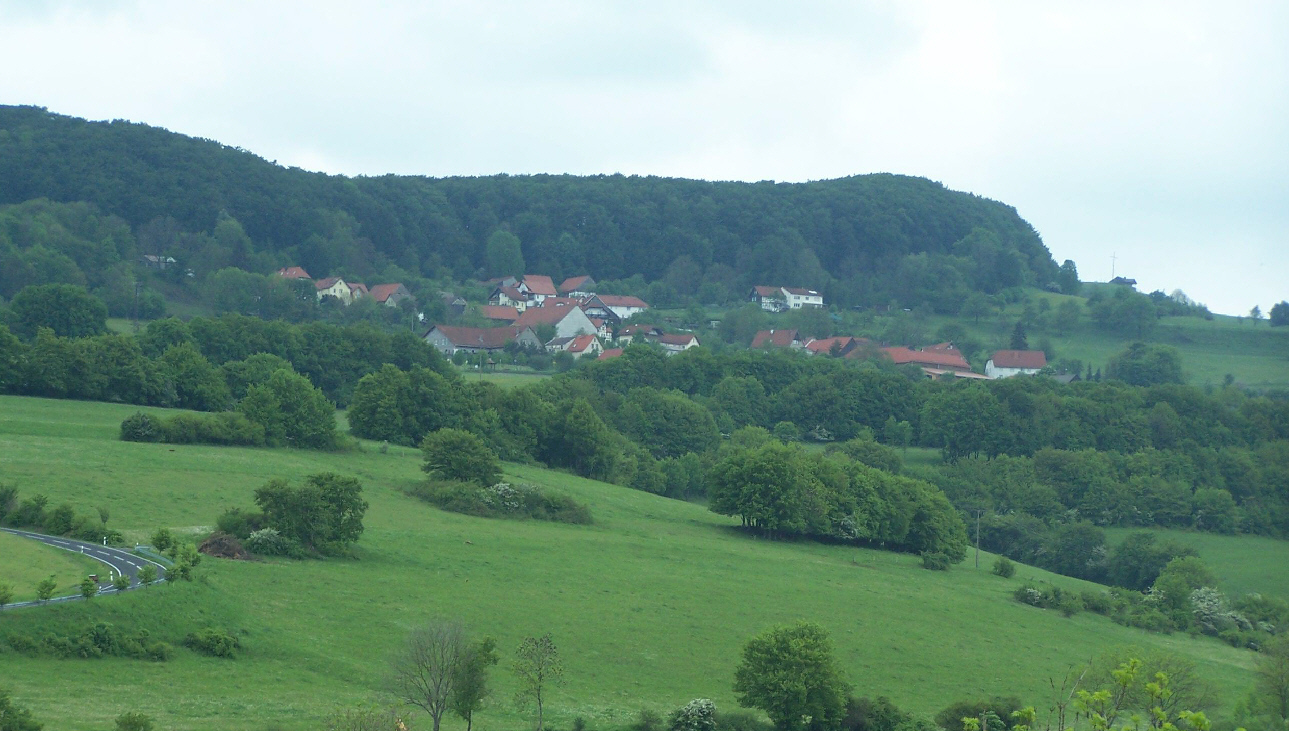
Der Ortsteil Föhlritz

### Ehemaliger Gemeinderat
Der Gemeinderat von Brunnhartshausen setzte sich zuletzt aus 6 Ratsherren zusammen.
- Wählergemeinschaft Freiwillige Feuerwehr: 6 Sitze

(Stand: Kommunalwahl am 25. Mai 2014)

### Ehemaliger Bürgermeister
Der ehrenamtliche Bürgermeister Eberhard Fuß wurde am 6. Juni 2010 wiedergewählt. Da er zur Bürgermeisterwahl im Juni 2016 nicht mehr antrat und der in einer Stichwahl gewählte Nachfolger sein Amt nicht annahm, wurde die Wahl Ende Oktober 2016 wiederholt. Aus der Stichwahl am 13. November 2016 ging Markus Gerstung als Sieger hervor und nahm die Wahl an. Mit 23 Jahren war Gerstung im November 2016 der jüngste Bürgermeister Thüringens.

## Sehenswürdigkeiten
- evangelisch-lutherische Kirche erbaut 1732

## Religionen
- Die evangelische Kirchgemeinde gehört zur Pfarrei Empfertshausen der Evangelisch-Lutherischen Kirche in Thüringen.
- Die katholische Gemeinde gehört zur Pfarrei Mariä Himmelfahrt in Zella/Rhön im Bistum Fulda.

## Verkehr
Die nächsten Bahnhöfe sind der Bahnhof Bad Salzungen in ca. 21 km Entfernung sowie die Bahnhöfe in Wernshausen und Schwallungen, jeweils etwa 26 km östlich an der Werrabahn Eisenach–Meiningen gelegen.
Anschluss an die Bundesstraße 285 besteht im Nachbarort Zella/Rhön.
Buslinien des Verkehrsunternehmen Wartburgmobil und seiner Partner verbinden die Gemeinde mit den Nachbarorten.